# پاچه

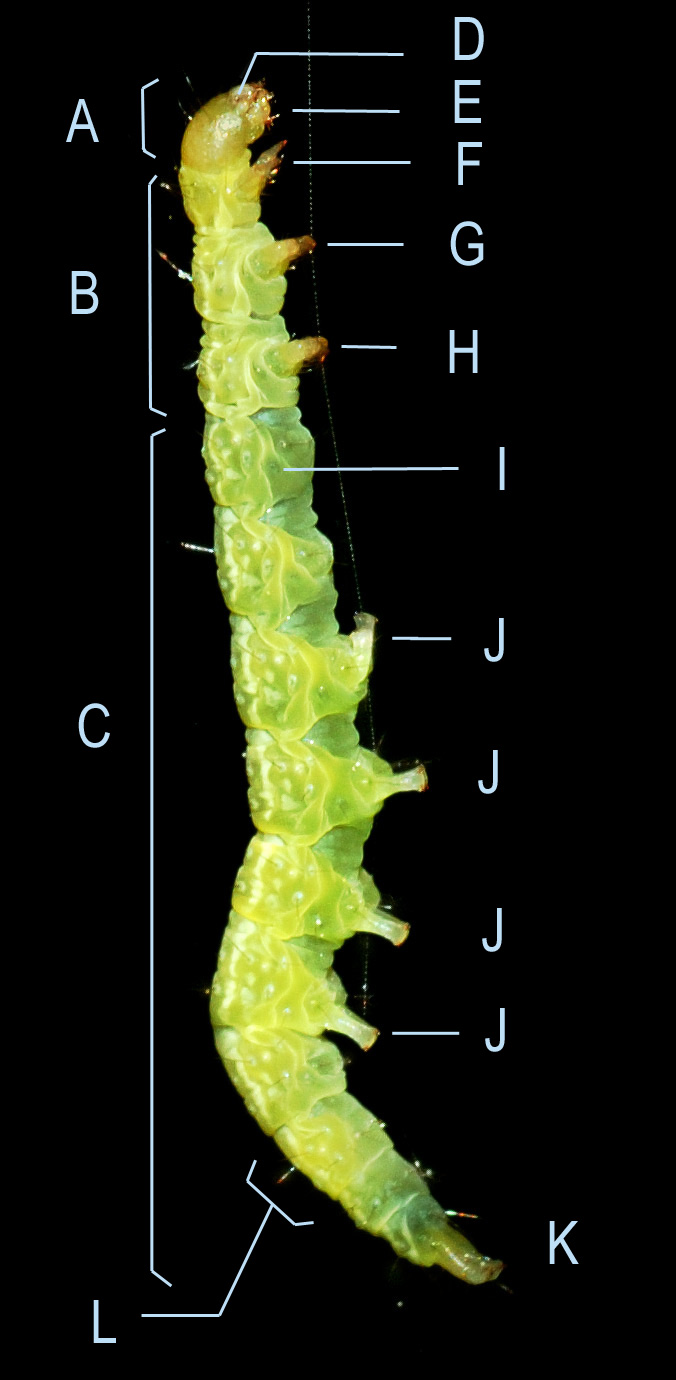
J: پاچه‌های میانی K: پاچه مقعدی (F، G و H: پاهای راستین)

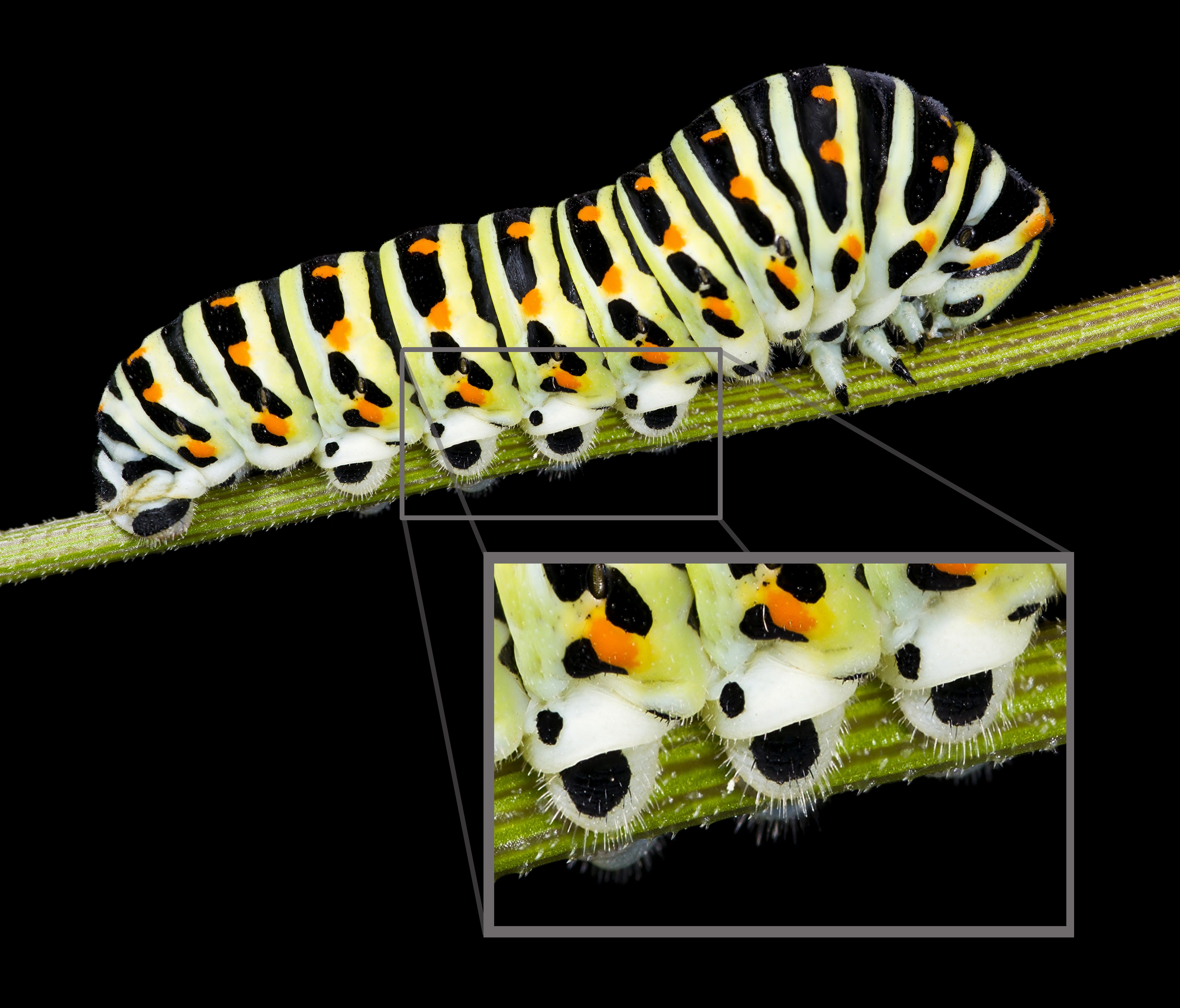
Lepidoptera: کاترپیلار Papilio machaon با ۴ جفت پاچه درونی و یک جفت پیش‌پاچه مقعدی

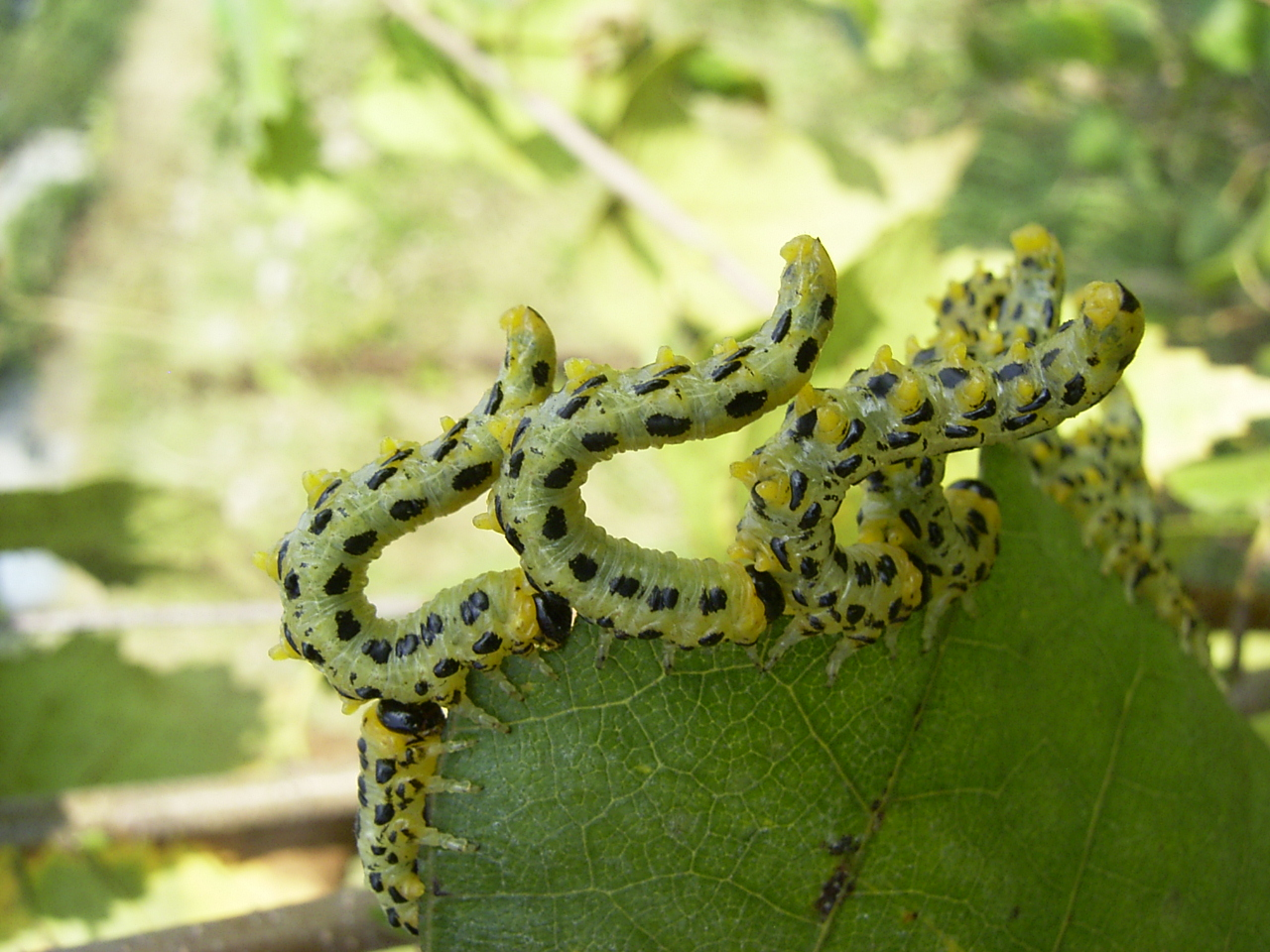
Hymenoptera: کاترپیلارهای Craesus Septentrionalis با ۷ جفت پاچه

پاچه (نام علمی: Proleg) یک ساختار کوچک، گوشتی و کوچک است که در سطح شکمی در شکم اکثر شکل‌های لاروی حشرات راسته پروانه‌سانان دیده می‌شود، اگرچه می‌توان آنها را روی لارو حشرات دیگر مانند اره‌مگس نیز یافت. در همهٔ ردیف‌هایی که در آنها ظاهر می‌شوند، عمدتاً پرده‌بالان و بال‌پولک‌داران، پاچه‌ها به هر شکلی مستقل از یکدیگر با فرگشت هم‌گرا تکامل یافته‌اند. به نظر می‌رسد آنها از ژن‌های غیرفعال باستانی تکامل یافته‌اند که پس از آن زمان دوباره فعال شده‌اند.
لاروهای بال‌پولک‌داران دایره کوچکی از قلاب‌های محکم دارند که به آنها " قلابک" (crochet) می‌گویند. چیدمان قلابک‌ها می‌تواند برای شناسایی در سطح خانواده مفید باشد. اگرچه این موضوع مورد بحث قرار گرفته است، اما پاچه‌ها به‌طور گسترده‌ای به عنوان پاهای واقعی در نظر گرفته نمی‌شوند، که از اندام‌های پای بندپایان اولیه مشتق شده‌اند. مطمئناً از نظر ریخت‌شناسی آنها مفاصل نیستند و بنابراین بدون پنج بخش (کوکسا، تروکانتر، استخوان ران، درشت نی، تارسوس) پاهای حشره سینه‌ای هستند. پاچه‌ها ماهیچه محدودی دارند، اما بیشتر حرکت آن‌ها با نیروی هیدرولیکی انجام می‌شود.

## تعداد پاچه‌ها برای لارو حشرات گوناگون
تعداد پاچه‌ها در لاروهای حشرات در بخش‌های شکمی A1-A9/10=S4-12/13 (T1-3: بخش‌های سینه با ۶ پا)
| لارو                    | گروه/ تیره      | راسته        | A1=S4 | A2=S5 | A3=S6 | A4=S7 | A5=S8 | A6=S9 | A7=S10 | A8=S11 | A9/10=S12/13 (پاچه‌های مقعدی) | کل پا و پا شامل T1-3 |
| ----------------------- | --------------- | ------------ | ----- | ----- | ----- | ----- | ----- | ----- | ------ | ------ | ---------------------------- | -------------------- |
| پروانه‌ها/شاپرک‌ها        | خیلی‌ها          | پروانه‌سانان  | -بله  | -بله  | ۲     | ۲     | ۲     | ۲     | -بله   | -بله   | ۲                            | ۱۶                   |
| کهن‌شاپرکان              | میکروپتریجید    | بال‌پولک‌داران | ۲     | ۲     | ۲     | ۲     | ۲     | ۲     | ۲      | ۲      | ۲                            | ۲۴                   |
| شاپرکان جغدی            | نوکتودها (برخی) | بال‌پولک‌داران | -بله  | -بله  | -بله  | ۲     | ۲     | ۲     | -بله   | -بله   | ۲                            | ۱۴                   |
| شاپرکان جغدی            | نوکتودها (برخی) | بال‌پولک‌داران | -بله  | -بله  | -بله  | -بله  | ۲     | ۲     | -بله   | -بله   | ۲                            | ۱۲                   |
| زمین‌سنجان               | زمین‌سنجان       | بال‌پولک‌داران | -بله  | -بله  | -بله  | -بله  | -بله  | ۲     | -بله   | -بله   | ۲                            | ۱۰                   |
| اره‌مگس                  | اره‌مگس (بسیاری) | پرده‌بالان    | -بله  | ۲     | ۲     | ۲     | ۲     | ۲     | ۲      | ۲      | ۲                            | ۲۲                   |
| اره‌مگس                  | اره‌مگس (برخی)   | پرده‌بالان    | -بله  | ۲     | ۲     | ۲     | ۲     | ۲     | ۲      | -بله   | ۲                            | ۲۰                   |
| اره‌مگس                  | اره‌مگس (برخی)   | پرده‌بالان    | -بله  | ۲     | ۲     | ۲     | ۲     | ۲     | -بله   | -بله   | ۲                            | ۱۸                   |
| چند تا؟ اره‌مگس‌های تارتن | پامیلی          | پرده‌بالان    | -بله  | -بله  | -بله  | -بله  | -بله  | -بله  | -بله   | -بله   | ۲                            | ۸                    |
| منقارسران               | همگی            | منقارسران    | ۲     | ۲     | ۲     | ۲     | ۲     | ۲     | ۲      | ۲      | ۲                            | ۲۴                   |
| بال‌مودار                | همگی            | بال‌مودار     | -بله  | -بله  | -بله  | -بله  | -بله  | -بله  | -بله   | -بله   | ۲                            | ۸                    |